# اجول
اجول (انگلیسی: Edgewell) شرکت مراقبت‌های شخصی آمریکایی است، که در سال ۲۰۱۵ تأسیس شد.